# USS Bainbridge (DD-246)
Za druga plovila z istim imenom glejte USS Bainbridge.
USS Bainbridge (DD-246) je bil rušilec razreda Clemson v sestavi Vojne mornarice Združenih držav Amerike.
Rušilec je bil poimenovan po Williamu Bainbridgu.